# Würenlingen
Würenlingen (gsw. Würelinge) – gmina w Szwajcarii, w kantonie Argowia, w okręgu Baden. Liczba mieszkańców 31 grudnia 2014 roku wynosiła 4455.